# Serge Merlin
Serge Merlin (1933 – Párizs, 2019. február 16.) francia színész.
Játszott Grunwalsky Ferenc Utolsó előtti ítélet és Enyedi Ildikó Simon mágus című filmjében.

## Filmjei
- Sámson (Samson) (1961)
- Roland éneke (La Chanson de Roland) (1978)
- Tusk (1980)
- Utolsó előtti ítélet (1980)
- Danton (1983)
- Szerelem Németországban (Eine Liebe in Deutschland) (1983)
- Le Brasier (1991)
- Mi ketten (Nous deux) (1992)
- Coma (1994)
- Le Journal du séducteur (1995)
- Elveszett gyermekek városa (La Cité des enfants perdus) (1995)
- Simon mágus (1999)
- De l'histoire ancienne (2000)
- Amélie csodálatos élete (Le Fabuleux Destin d'Amélie Poulain) (2001)
- Le Intermittenze del cuore (2003)
- Sotto falso nome (2004)